# Alfa Romeo 2000 Sportiva
L'Alfa Romeo 2000 Sportiva est une concept car produite par Alfa Romeo en 1954. Elle est déclinée en coupé et en roadster. 